# Забелевица
Забелевица — деревня в России, в Пустошкинском районе Псковской области. Входит в состав Забельской волости.

## География
Деревня расположена на протоке между юго-восточным побережьем озера Ашо и озером Белое, в 24 км к востоку от районного центра города Пустошка.

## Население
| 2002 | 2010 |
| ---- | ---- |
| 198  | ↘155 |

Численность населения деревни по оценке на начало 2001 года составляла 228 жителей.